# بولزانو (بوليا)
بُلزانة أو بُلزانو أو (نقحرة: بولزانو) (بالإيطالية: Pulsano)‏ هي بلدية في مقاطعة طارنت في إقليم بولية الإيطالي.

## السكان
في سنة 1861 بلغ عدد السكان 2٬326 نسمة، وتطور العدد ليصل في سنة 2011 لـ 11٬062 نسمة.
يظهر هذا المخطط البياني تطور النمو السكاني لـ بُلزانة (بوليا)

## أعلام
- فيليبو فالكو